# Bataille de la Mimi-gawa
La bataille de la Mimi-gawa a lieu en 1578 au cours de l'époque Azuchi Momoyama de l'histoire du Japon, entre les seigneurs de guerre Tawara Chikataka et Shimazu Yoshihisa. Le clan Shimazu, à la suite de sa conquête de la province de Hyuga, commence à mobiliser son armée et se prépare pour une autre attaque. Pendant ce temps, le clan Tawara considère cela comme une menace et décide qu'il doit prendre des mesures. Tawara Chikataka et Ōtomo Sōrin conduisent une armée de 30 000 hommes et se dirigent vers la province de Hyuga. Yoshihisa, à la tête d'une armée de 50 000 hommes, remporte la bataille.